# ISO/IEC 15693
ISO/IEC 15693 je mezinárodní norma, která popisuje fyzické, fyzikální a informačně-technické charakteristiky bezkontaktních čipových karet a jiných objektů a příslušných čtecích zařízení.
ISO/IEC 15693 byla v Česku zavedena jako ČSN ISO/IEC 15693, Identifikační karty – Bezkontaktní karty s integrovanými obvody – Karty s vazbou na dálku (Identification cards - Contactless integrated circuit(s) cards - Vicinity cards)
Vydání od roku 2018 bude mít název Karty a bezpečnostní zařízení pro osobní identifikaci – Bezkontaktní objekty s vazbou na dálku (Cards and security devices for personal identification – Contactless vicinity objects)
Jde o soubor mezinárodních norem, které jsou spravovány společně mezinárodními normalizačními organizacemi ISO (International Organization for Standardization) a IEC (International Electrotechnical Commission). O tyto normy pečuje Společná technická komise JTC 1 / Subkomise SC 17, Karty a bezpečnostní zařízení pro osobní identifikaci.
Normy na bezkontaktní karty pokrývají řadu typů popsaných v ISO/IEC 10536 (karty s těsnou vazbou), ISO/IEC 14443 (karty s vazbou na blízko / proximity integrated circuits cards, PICC ) a ISO/IEC 15693 (karty s vazbou na dálku / vicinity integrated circuits card, VICC). Tyto typy zařízení jsou určeny pro používání na velmi malou vzdálenost, malou vzdálenost a na velkou vzdálenost  od příslušného zařízení rozhraní (vicinity coupling device, VCD).
ISO/IEC 15693 definuje požadavky specifické pro technologie identifikačních karet, které vyhovují ISO/IEC 7810 a tenkých ohebných karet, které vyhovují ISO/IEC 15457-1. Používání takových karet usnadňuje mezinárodní výměnu. Norma však rovněž připouští, že technologie nabízí možnost, aby vzdálené objekty měly jiné formy, než odpovídá mezinárodním normám. ISO/IEC 15693 vyhovuje pro činnosti karet s vazbou na dálku za přítomnosti dalších bezkontaktních karet, které splňují ISO/IEC 10536 a ISO/IEC 14443.
Tato část ISO/IEC 15693 nebrání použití dalších bezkontaktních technologií na kartě s vazbou na dálku.

## Část 1: Fyzikální charakteristiky
Tato část ISO/IEC 15693 definuje fyzikální charakteristiky karet s vazbou na dálku (VICC).
Musí být používána spolu s dalšími částmi ISO/IEC 15693.

## Část 2: Vzduchové rozhraní a inicializace
Tato část ISO/IEC 15693 specifikuje princip vytváření a charakteristiky polí, které musí být zajištěny pro napájení a obousměrnou komunikaci mezi zařízeními s vazbou na dálku (VCD) a kartami s vazbou na dálku (VICC).
Tato část ISO/IEC 15693 musí být používána spolu s dalšími částmi ISO/IEC 15693.
Tato část ISO/IEC 15693 nespecifikuje prostředky pro vytváření vazebních polí, ani prostředky pro vyhovění předpisům pro elektromagnetické záření a expozici člověka, které se mohou měnit podle předpisů a/nebo norem příslušné země.

## Část 3: Antikolize a protokol přenosu
Tato část ISO/IEC 15693 popisuje:
- protokol a příkazy,
- další parametry vyžadované pro inicializaci komunikace mezi kartou VICC a zařízením VCD,
- metody pro detekci jedné karty mezi několika kartami a pro komunikaci s touto kartou („antikolize“),
- volitelné prostředky pro usnadnění a urychlení výběru jedné z několika karet, které je založeno na aplikačních kritériích.

## Tagy

RFID tag (anténa-čip)

Tagy ISO 15693 jsou komponenty respektující normu ISO/IEC 15693, které byly původně určeny pro řízení přístupu do objektů, sledování knih ve veřejných knihovnách atp. Čtecí vzdálenost se předpokládá cca do 1 metru.
Tagy ISO 14443A jsou komponenty respektující normu ISO/IEC 14443, které byly původně určeny pro finanční transakce. Čtecí vzdálenost se předpokládá cca několik centimetrů.
NFC tagy (Near Field Communication tags) předpokládají bezkontaktní čtení na velmi těsnou vzdálenost. Některé typy jsou postaveny na normě ISO/IEC 14443, jiné na normě FeliCa (firma Sony).
RFID tagy (alternativní název pro RFID tagy) je transponder s pamětí, přichycený k sledovanému objektu (zvíře, závodník, návštěvník, pacient). Umožňuje přijímání spouštěcího signálu a vysílání příslušné odezvy. Konstrukční varianty jsou např. náramky (látkové a plastové), bezkontaktní ID karty, etikety/štítky.